# Richard Schwartz
Richard Evan Schwartz (Los Angeles, 11 de agosto de 1966) é um matemático estadunidense, que trabalha com teoria geométrica de grupos, geometria e sistemas dinâmicos.

## Vida
Schwartz estudou na Universidade da Califórnia em Los Angeles (bacharelado em 1987) e obteve um doutorado em 1991 na Universidade de Princeton, orientado por William Thurston, com a tese The limit sets of some infinitely generated Schottky groups. Lecionou na Universidade de Maryland e é professor da Universidade Brown.
Foi palestrante convidado do Congresso Internacional de Matemáticos em Pequim (2002: Complex hyperbolic triangle groups). É fellow da American Mathematical Society.

## Obras
- Spherical CR Geometry and Dehn Surgery, Annals of Mathematics Studies  165, Princeton University Press 2007
- Outer Billiards on Kites, Annals of Mathematics Studies, 171, Princeton University Press 2009
- You Can Count on Monsters A.K. Peters Ltd., 2010 (mathematisches Kinderbuch)
- Really Big Numbers, American Math Society, 2014 (mathematisches Kinderbuch)
- Mostly Surfaces, American Math Society, 2011 unformatiertes pdf
- Elementary surprises in projective geometry, Mathematical Intelligencer 2010
- Pappus' theorem and the modular group. Inst. Hautes Études Sci. Publ. Math. No. 78 (1993), 187–206 (1994).
- The quasi-isometry classification of rank one lattices. Inst. Hautes Études Sci. Publ. Math. No. 82 (1995), 133–168 (1996).
- Quasi-isometric rigidity and Diophantine approximation. Acta Math. 177 (1996), no. 1, 75–112.
- com Benson Farb: The large-scale geometry of Hilbert modular groups. J. Differential Geom. 44 (1996), no. 3, 435–478.
- Symmetric patterns of geodesics and automorphisms of surface groups. Invent. Math. 128 (1997), no. 1, 177–199.
- Degenerating the complex hyperbolic ideal triangle groups. Acta Math. 186 (2001), no. 1, 105–154.
- Ideal triangle groups, dented tori, and numerical analysis. Ann. of Math. (2) 153 (2001), no. 3, 533–598.
- Complex hyperbolic triangle groups. Proceedings of the International Congress of Mathematicians, Vol. II (Beijing, 2002), 339–349, Higher Ed. Press, Beijing, 2002.
- Unbounded orbits for outer billiards. I. J. Mod. Dyn. 1 (2007), no. 3, 371–424.
- com Valentin Ovsienko, Serge Tabachnikov: The pentagram map: A discrete integrable system. Comm. Math. Phys. 299 (2010), no. 2, 409–446.
- com Valentin Ovsienko, Serge Tabachnikov: Liouville-Arnold integrability of the pentagram map on closed polygons. Duke Math. J. 162 (2013), no. 12, 2149–2196.